# Ángel Cuéllar
Ángel Manuel Cuéllar Llanos (Villafranca de los Barros, Badajoz, 13 de septiembre de 1972) es un exfutbolista y entrenador español. Jugaba de delantero y desarrolló la mayor parte de su carrera profesional en el Real Betis Balompié y el F. C. Barcelona, además de ser internacional por España.

## Trayectoria
Criado en Sevilla, se formó en la cantera del Real Betis, con cuyo primer equipo debutó en 1990. En la temporada 94-95, fue el máximo goleador del equipo que alcanzó la tercera posición de la liga. Su buena campaña llamó la atención del F.C. Barcelona que lo fichó al final de esa campaña.
En septiembre de 1995, cayó gravemente lesionado en su debut liguero con el Barcelona en la primera jornada que le hizo perderse todo esa temporada. En 1997, volvió al Real Betis, donde jugó hasta 2001 cuando, el presidente Lopera lo despidió por “bajo rendimiento voluntario” que Cuéllar recurrió en los tribunales que consideraron el despido como improcedente. 

## Selección nacional
Fue internacional absoluto con la Selección de fútbol de España en dos ocasiones.
Javier Clemente le hizo debutar el 30 de noviembre de 1994, en un partido amistoso contra Selección de Finlandia jugado en Málaga. Cuéllar disputó íntegramente la segunda parte, tras suplir a Amavisca en el descanso. 
Posteriormente, el 22 de febrero de 1995 jugó su segundo como internacional en otro amistoso, ante Alemania, en el que nuevamente substituyó, en el intermedio, a Amavisca. Con anterioridad, había sido internacional en varias categorías inferiores de la selección española, siendo su mayor éxito la Eurocopa sub-16 conquistada en 1988.

## Clubes

### Como jugador
| Club                   | País   | Año       |
| ---------------------- | ------ | --------- |
| CD HISPALIS            | España | 1982-1986 |
| Real Betis             | España | 1986-1995 |
| F. C. Barcelona        | España | 1995-1997 |
| Real Betis             | España | 1997-2001 |
| Gimnàstic de Tarragona | España | 2001-2002 |
| Racing de Ferrol       | España | 2002-2003 |
| UD Levante             | España | 2003-2005 |
| CD Lugo                | España | 2005-2007 |
| Narón Balompié         | España | 2007-2008 |

### Como entrenador
| Club                | País   | Año       |
| ------------------- | ------ | --------- |
| UD Payosaco         | España | 2013-2015 |
| CCD Cerceda         | España | 2015-2017 |
| Fútbol Club Jumilla | España | 2017      |

## Palmarés

### Campeonatos nacionales
| Título                    | Club                   | País   | Año  |
| ------------------------- | ---------------------- | ------ | ---- |
| Copa del Rey de Juveniles | Real Betis (Juvenil A) | España | 1990 |
| Supercopa de España       | F. C. Barcelona        | España | 1996 |
| Copa del Rey              | F. C. Barcelona        | España | 1997 |
| Liga de Segunda División  | Levante UD             | España | 2004 |

### Copas internacionales
| Título           | Club                | País   | Año  |
| ---------------- | ------------------- | ------ | ---- |
| Eurocopa Sub-16  | Selección de España | España | 1988 |
| Recopa de Europa | F. C. Barcelona     | España | 1997 |